# Komîșuvate, Novoukraiinka
Komîșuvate (în ucraineană Комишувате) este localitatea de reședință a comunei Komîșuvate din raionul Novoukraiinka, regiunea Kirovohrad, Ucraina.

## Demografie
Componența lingvistică a localității Komîșuvate
     Ucraineană (96,64%)
     Rusă (2,67%)
     Alte limbi (0,69%)
Conform recensământului din 2001, majoritatea populației localității Komîșuvate era vorbitoare de ucraineană (96,64%), existând în minoritate și vorbitori de rusă (2,67%).